# Маунт-Айда (Арканзас)
Маунт-Айда (англ. Mount Ida) — місто (англ. city) в США, в окрузі Монтгомері штату Арканзас. Населення — 996 осіб (2020).

## Географія
Маунт-Айда розташований за координатами 34°32′57″ пн. ш. 93°37′48″ зх. д. / 34.54917° пн. ш. 93.63000° зх. д. (34.549105, -93.629915).  За даними Бюро перепису населення США в 2010 році місто мало площу 4,22 км², з яких 4,13 км² — суходіл та 0,08 км² — водойми.

## Демографія
Згідно з переписом 2010 року, у місті мешкало 1076 осіб у 458 домогосподарствах у складі 262 родин. Густота населення становила 255 осіб/км².  Було 542 помешкання (129/км²). 
Расовий склад населення:
| - 95,1 % — білих - 1,4 % — корінних американців - 0,1 % — чорних або афроамериканців |

До двох чи більше рас належало 2,7 %. Іспаномовні складали 2,8 % від усіх жителів.
За віковим діапазоном населення розподілялося таким чином: 19,1 % — особи молодші 18 років, 46,9 % — особи у віці 18—64 років, 34,0 % — особи у віці 65 років та старші. Медіана віку мешканця становила 51,7 року. На 100 осіб жіночої статі у місті припадало 79,6 чоловіків;  на 100 жінок у віці від 18 років та старших — 73,0 чоловіків також старших 18 років.
Середній дохід на одне домашнє господарство  становив 46 244 долари США (медіана — 38 631), а середній дохід на одну сім'ю — 56 246 доларів (медіана — 46 350). Медіана доходів становила 37 625 доларів для чоловіків та 30 833 долари для жінок. За межею бідності перебувало 16,0 % осіб, у тому числі 20,8 % дітей у віці до 18 років та 10,1 % осіб у віці 65 років та старших.
Цивільне працевлаштоване населення становило 443 особи. Основні галузі зайнятості: освіта, охорона здоров'я та соціальна допомога — 26,0 %, будівництво — 14,9 %, транспорт — 12,4 %, мистецтво, розваги та відпочинок — 11,7 %.